# Basílica de San Genaro Extramuros

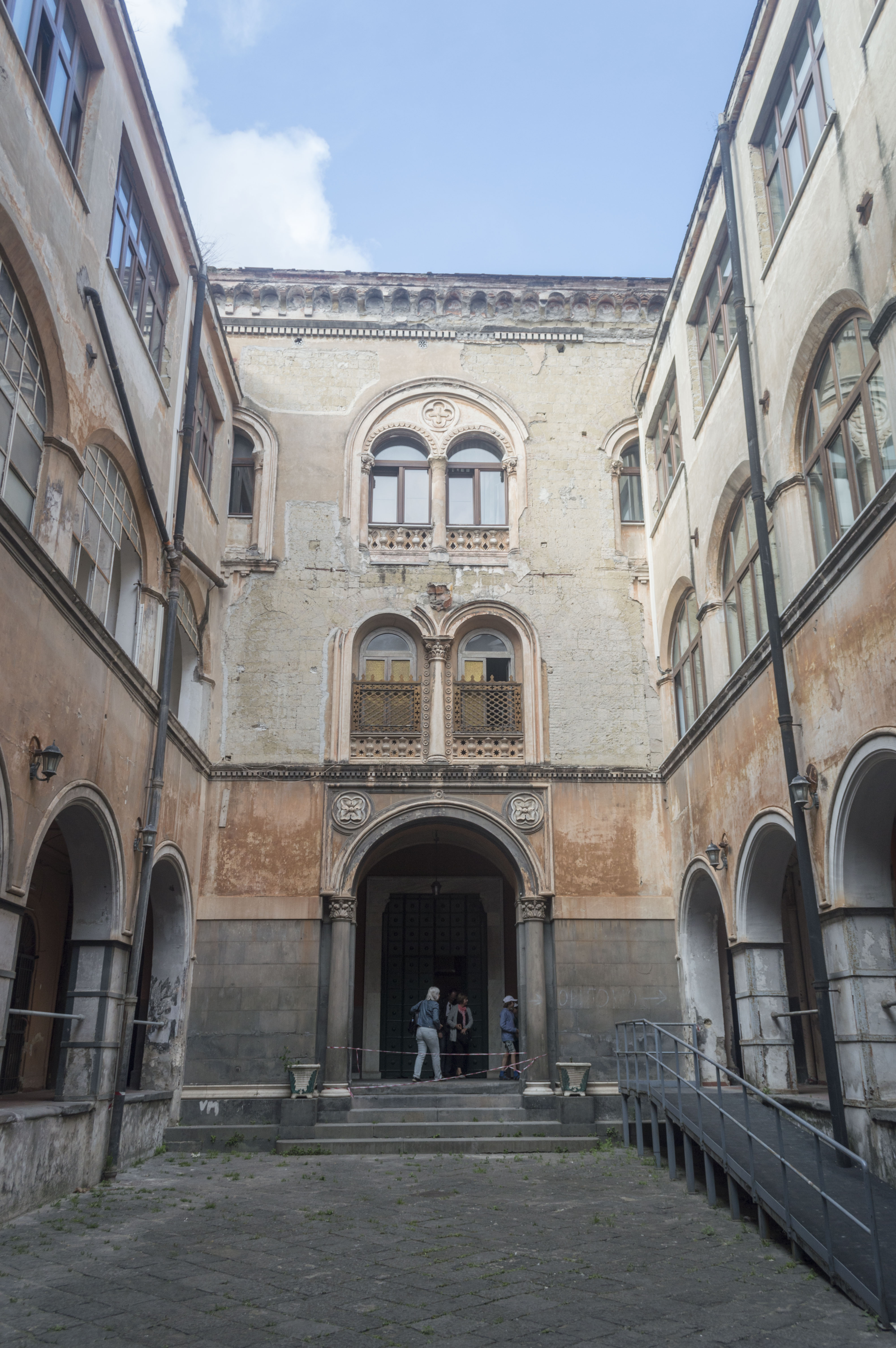
Basílica de San Genaro Extramuros.

La basílica de San Genaro Extramuros (en italiano: basílica de San Gennaro fueri le mura) es una iglesia de Nápoles. Fue erigida fuera de los muros de la ciudad en el período poleocristiano. Andando el tiempo, se yergue en el centro histórico, en el rione Sanità, en el interior del hospital de San Gennaro de los Pobres. Los elementos clásicos y antiguos del templo no esconden evidentes muestras orientalizantes.

## Historia y descripción

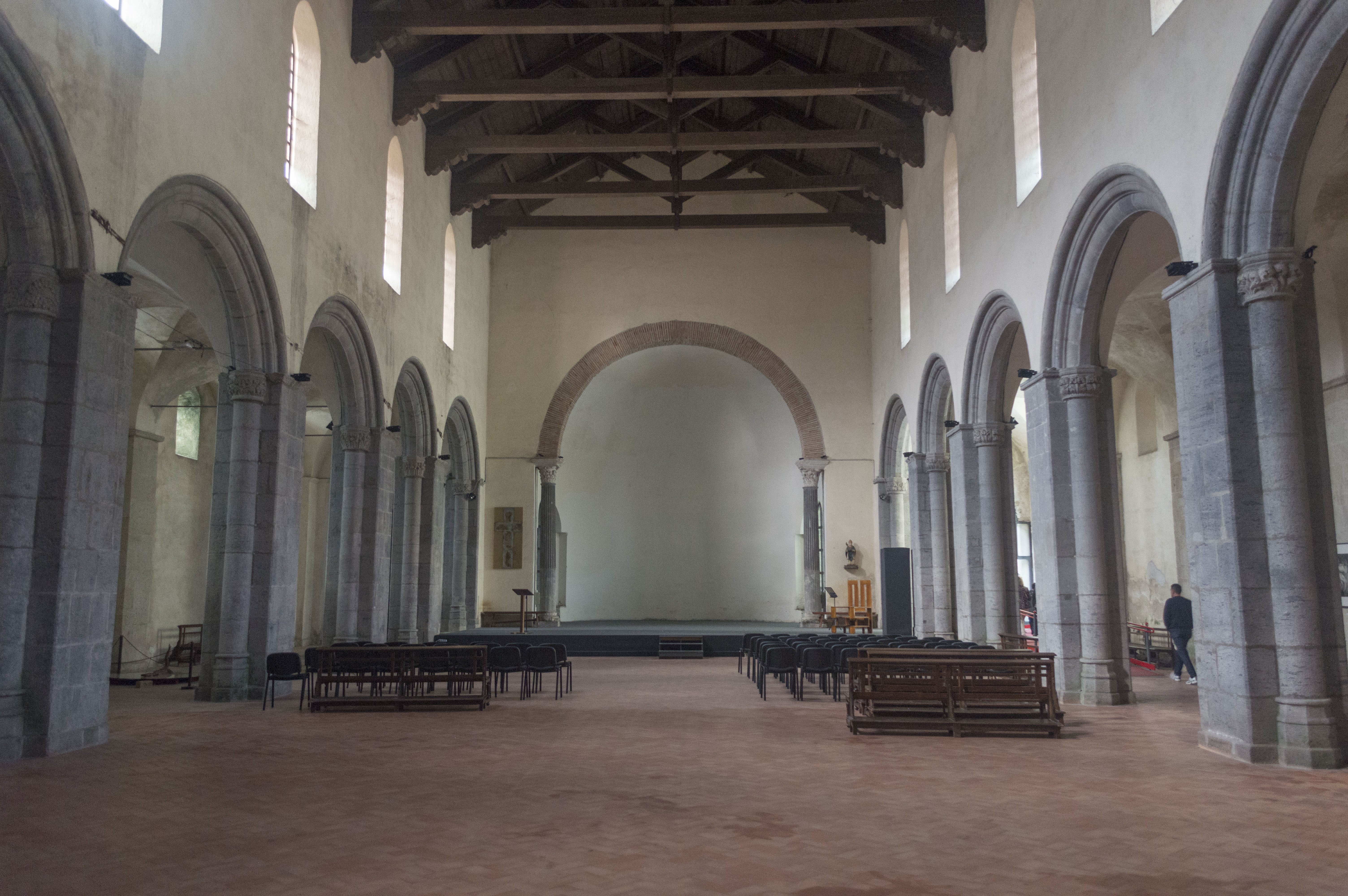
Lo interno

La basílica fue construida cerca de las Catacumbas de San Gennaro en el siglo V y la antigua estructura fue probablemente el resultado de la fusión de dos antiguos cementerios, uno del siglo II que continente los restos de san Agripino (el primer patrón de la ciudad) y el otro, del siglo IV, que albergó los restos de san Genaro, al menos hasta el traslado de los mismos en la primera mitad del siglo IX.
El edificio sufrió algunas modificaciones entre los siglos IX y XV, mientras que en el siglo XVII fue renovado y adaptado de acuerdo a las tendencias barrocas, convirtiéndose primero en un hospital para las víctimas de la peste, y luego en un hospicio para los pobres.
En 1892, la bóveda fue reemplazada por un techo de celosía. También fue importante la restauración durante las primeras décadas del siglo XX, que intentó devolver a la iglesia su estructura original, eliminando las afectaciones anteriores.
El templo, formado por tres naves, da testimonio de diversos estilos y formas arquitectónicas: como el interior, de aspecto gótico tardío, cuyos arcos son un raro ejemplo de la arquitectura catalana. El ábside semicircular es, en cambio, paleocristiano, sostenido por dos columnas corintias.
Artísticamente, sin embargo, la basílica aparece desnuda, ya que los restos del ciborio del siglo XIV, que estaban amurallados al ábside, junto con las otras obras de arte que contiene, han sido trasladados al Museo Cívico de Castel Nuovo, por razones de seguridad.

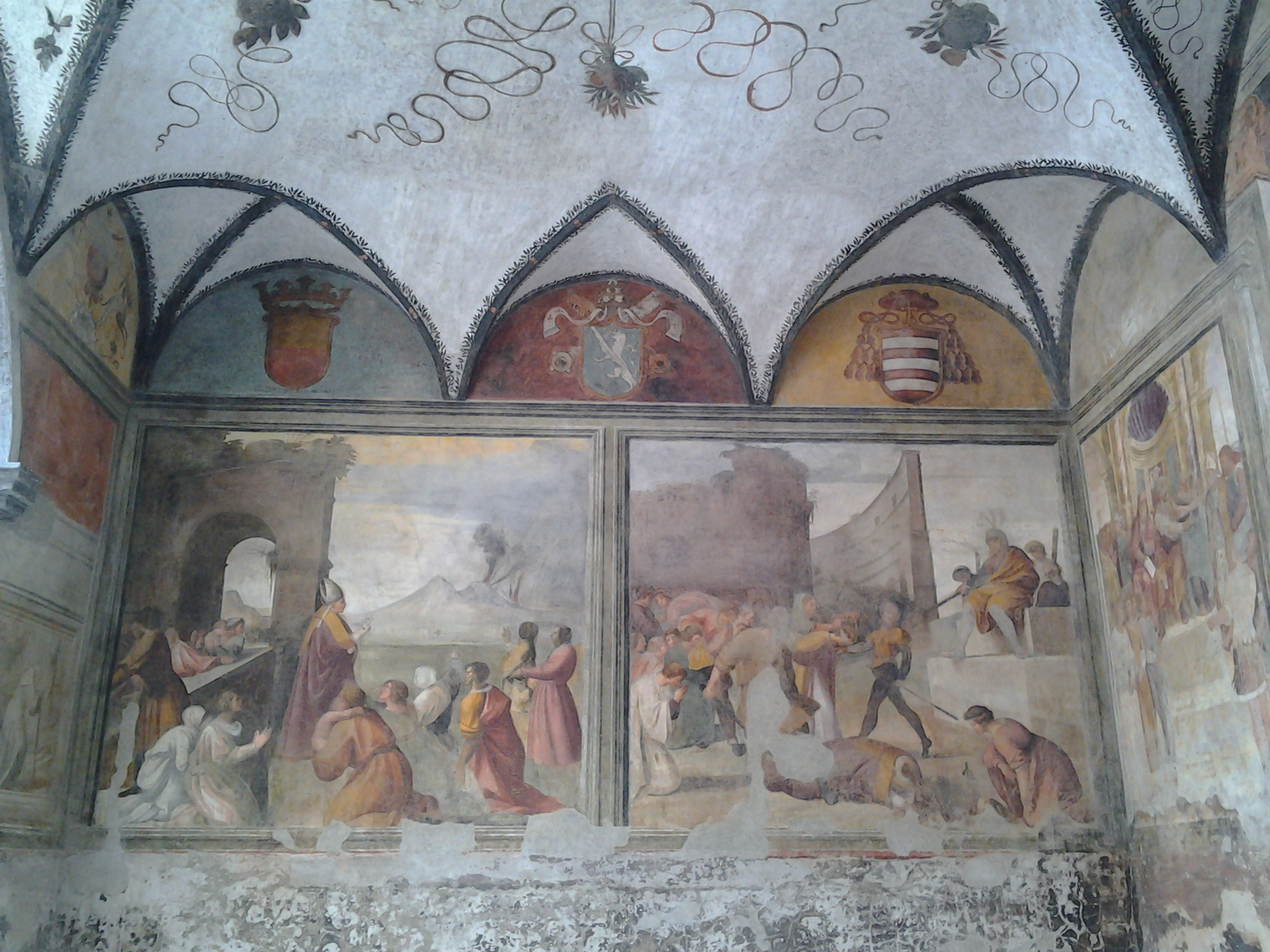
Parte de los frescos del atrio de Andrea Sabatini

La iglesia está precedida por una estructura con un reloj al que se accede a través de un doble tramo de escalones y por un atrio con campanario, decorado con frescos que las fuentes atribuyen a Andrea Sabatini, pintor de Nápoles, que trabajó en la ciudad durante la segunda y tercera década del siglo XVI. La reciente restauración ha permitido identificar mejor las escenas que ilustran episodios de la vida de san Genaro. Uno de ellos, que representa a san Genaro deteniendo la lava del Vesubio, contiene lo que puede considerarse una de las representaciones más antiguas del símbolo volcánico de la ciudad de Nápoles.
La basílica fue restaurada y reabierta al público el 21 de diciembre de 2008.